# خوسيه ريوس
خوسيه ريوس (بالإسبانية: José Ríos)‏ هو عداء مراثوني إسباني، ولد في 15 مارس 1974 في بريميا دي دالت في إسبانيا.

## وصلات خارجية
- خوسيه ريوس على موقع الاتحاد الدولي لألعاب القوى (الإنجليزية)
- خوسيه ريوس على موقع أوليمبيديا (الإنجليزية)